# Alec Mellor
Alec Mellor est un avocat et historiographe français, né le 9 juin 1907 dans le 16e arrondissement de Paris et mort le 8 mars 1988 à Boulogne-Billancourt. Docteur en droit en 1934, il enseigne le droit criminel à la faculté de Paris. Parallèlement, il s’intéresse  à la franc-maçonnerie et co-signe, sous un pseudonyme, un ouvrage intitulé Les grands secrets de la franc-maçonnerie publié en 1935. Catholique pratiquant, il ne s’engage pas au sein d’une obédience maçonnique car ce faisant  il s’exposerait à une excommunication, l’Église catholique romaine interdisant la double appartenance. Mais en 1969, à la faveur d’une position des instances religieuses sur le sujet, qu’il juge favorable, il se sent libre d’adhérer, en toute conscience, à la Grande Loge nationale française (GLNF) 
Entre  1935 et 1986, Il publie plus de trente ouvrages, à travers lesquels il œuvre pour un rapprochement entre la franc-maçonnerie et l’Église. L’Académie française  lui  décerne quatre prix littéraires .

## Biographie

### Jeunesse et carrière
Alec William Mellor naît le 9 juin 1907 à Paris 16e. Il est le fils de Paul-Alexandre Mellor et de Mary-Mathilde Sterne.
En 1930 il est avocat, puis docteur en droit de l'université de Paris en 1934. À partir de 1942, il dirige les travaux pratiques de droit criminel  à la Faculté de Paris.

#### Avocat commis d’office
Durant la seconde guerre mondiale, le 27 août 1941, Alec Mellor est désigné avocat commis d’office par le tribunal d'exception de Paris mis en place par le régime de Vichy, pour réprimer les activités des résistants communistes et des anarchistes. L'avocat ne dispose que de quelques minutes pour étudier le dossier et préparer sa plaidoirie, pour défendre Émile Bastard un militant communiste. Quelques mois auparavant, celui-ci a été condamné à deux ans de prison pour « délit de propagande ». Ayant fait appel, il recomparaît ce jour-là. Peu après le début de l’audience, l’avocat général requiert la peine de mort à l'encontre de trois militants, dont Bastard, en application de la loi du 23 août 1941 publiée quatre jours plus tôt. Mellor fait alors remarquer que : d'une part, selon le droit français, la rétroactivité n’est pas applicable ; d'autre part, qu’une condamnation à deux ans d’emprisonnement ne peut pas être transformée en peine capitale. Le président du tribunal lui répond que la nouvelle loi le permet et que « si Bastard s'était abstenu de faire appel, il n'en serait pas là ». L’avocat dépose le jour même une demande de recours en grâce. Celle-ci est rejetée. Le simulacre de procès est terminé. Le lendemain, les trois condamnés sont exécutés,.

### Parcours maçonnique

#### Auteur maçonnique sans être maçon
En 1935, âgé de vingt-huit ans, il cosigne sous le pseudonyme William Henry   Les grands secrets de la franc-maçonnerie. Plusieurs décennies s'écoulent avant la publication de son deuxième ouvrage maçonnique Nos frères séparés: Les Francs-Maçons, 1961, auquel l’Académie française décerne  un de ses prix l’année suivante. Trois autres suivent jusqu'en 1968. Désormais, il signe Alec Mellor.
Cependant, bien qu’il maîtrise le sujet, il n’a encore jamais franchi le seuil d’une loge maçonnique. Il est, en effet, membre de l’Association des écrivains catholiques. Or, depuis 1738, année de la promulgation (« fulmination »)  de la bulle pontificale « In eminenti apostolatus specula », l’Église catholique romaine condamne la franc-maçonnerie et interdit la double appartenance. Alec Mellor s’y conforme.

#### Réception en franc-maçonnerie
La Grande Loge nationale française (GLNF), fondée en 1913, a toujours considéré que les termes de la bulle papale ne la concernaient pas, au motif qu’elle fait partie du groupe dit des : « obédiences régulières », pour lesquelles la croyance en Dieu est une obligation.
En 1968, le prêtre catholique Michel Riquet, dans son ouvrage Les Francs-Maçons  abonde dans ce sens. Qu’un jésuite de renom, célèbre en son temps, prenne ainsi position et se montre ouvert au dialogue, constitue une avancée certaine. Mais ce qui l’est plus encore, aux yeux d'Alec Mellor, est que cette publication ne fait l’objet d’aucune désapprobation ni condamnation de la part de la hiérarchie catholique.
Il est initié en 1969, au sein de la GLNF, dans la loge maçonnique « Espérance » no 35 sise à Neuilly.

#### Maçonnologie
Alec Mellor revendique la paternité du terme maçonnologie. Il écrit, dans l’introduction de La Franc-maçonnerie templière et occultiste aux XVIIIe et XIXe siècles de René Le Forestier, 1970 :

« Nous-même, dans notre Franc-maçonnerie à l’heure du choix (1963), avons appelé de nos vœux l’avènement d’une nouvelle branche historique, que nous avons proposé d’appeler la Maçonnologie, et qui réaliserait enfin l’application à l’histoire maçonnique des méthodes de l’histoire scientifique moderne.,. »

Un de ses ouvrages est intitulé Les Mythes maçonniques, essai maçonnologique, 1974.

### Famille et fin de vie
Il est père de trois filles : la philosophe et psychanalyste Sophie de Mijolla-Mellor, Christine Mellor, professeure de lettres classiques, et Daphné Mellor (1934-2012), avocate, épouse de l’avocat Jean-Marc Varaut.
Il meurt le 8 mars 1988 à Boulogne-Billancourt, quelques mois avant son quatre-vingt-unième anniversaire.

## Publications
Entre 1935 et 1986, il publie plus de trente ouvrages traitant du droit, de l’histoire de la franc-maçonnerie, des relations de celle-ci avec l’Église catholique.
Du milieu des années 1930 jusqu’à la fin des années 1950, il publie des ouvrages juridiques. Ce n’est qu’à partir des années 1960 qu’il écrit ses livres traitant de la franc-maçonnerie (après en avoir co-écrit un en 1935, signé du pseudonyme William Henry).
De 1949 à 1980, il aborde également d’autres sujets :  la torture (plusieurs ouvrages), la médecine parallèle, une biographie historique et écrit aussi des articles pour des revues, dont entre autres : la Revue théologique de Louvain et Historia .

## Distinctions
L'Académie française lui décerne plusieurs prix littéraires en : 
- 1949 : Prix de Joest pour  La torture, son histoire, son abolition, sa réapparition au XXe siècle ;
- 1959 : Prix du Docteur-Binet-Sanglé  pour  Le problème des guérisseurs ;
- 1962 : Prix Broquette-Gonin  (littérature) pour Nos frères séparés, les Francs-maçons ;
- 1967 : Prix Broquette-Gonin (littérature) pour Histoire de l’Anticléricalisme français.